# Kojraniszki
Kojraniszki – dawny zaścianek. Tereny, na których był położony, leżą obecnie na Białorusi, w obwodzie witebskim, w rejonie postawskim, w sielsowiecie Komaje.

## Historia
W czasach zaborów zaścianek włościański w gminie Komaje, w powiecie święciańskim Imperium Rosyjskiego. W 1866 roku miał 21 mieszkańców w 2 domach. W 1905 roku liczył 32 mieszkańców, 30 dziesięcin.
W dwudziestoleciu międzywojennym zaścianek leżał w Polsce, w województwie wileńskim, w powiecie postawskim, w gminie Komaje.
W 1931 w 4 domach zamieszkiwało 27 osób.
Miejscowość należała do parafii rzymskokatolickiej w Komajach. Podlegała pod Sąd Grodzki w Łyntupach i Okręgowy w Wilnie; właściwy urząd pocztowy mieścił się w Komajach.